# Etsuko Inoue
Pour les articles homonymes, voir Inoue.
Etsuko Inoue (井上 悦子, Inoue Etsuko, née le 18 octobre 1964) est une joueuse de tennis japonaise, professionnelle dans les années 1980 et jusqu'en 1990.
Elle a atteint le 26e rang mondial en simple le 14 mars 1988 et le 34e en double le 2 février 1987.
Par deux fois, en 1988, elle a joué le 3e tour en simple à l'occasion d'une épreuve du Grand Chelem : à l'Open d'Australie (battue par Barbara Potter) et à Wimbledon (par Helena Suková).
En 1993, après son retrait du circuit WTA, elle a épousé son ex-entraîneur, Kaneshiro.

## Palmarès

### Titres en simple dames
| No | Date       | Nom et lieu du tournoi  | Catégorie  | Dotation | Surface    | Finaliste       | Score    |          |
| -- | ---------- | ----------------------- | ---------- | -------- | ---------- | --------------- | -------- | -------- |
| 1  | 17/10/1983 | Japan Asian Open, Tokyo |            | 50 000 $ | Dur (ext.) | Shelley Solomon | 7-5, 6-1 | Parcours |
| 2  | 01/10/1984 | Borden Classic, Tokyo   | VS Tour C1 | 50 000 $ | Dur (ext.) | Beth Herr       | 6-0, 6-0 | Parcours |

### Finale en simple dames
Aucune

### Titre en double dames
Aucun

### Finale en double dames
Aucune

## Parcours en Grand Chelem

### En simple dames
| Année | Open d'Australie (janvier) | Open d'Australie (janvier) | Internationaux de France | Internationaux de France | Wimbledon       | Wimbledon       | US Open         | US Open          | Open d'Australie (décembre) | Open d'Australie (décembre) |
| ----- | -------------------------- | -------------------------- | ------------------------ | ------------------------ | --------------- | --------------- | --------------- | ---------------- | --------------------------- | --------------------------- |
| 1983  | n/a                        | n/a                        | 2e tour (1/32)           | C. Kohde-Kilsch          | 1er tour (1/64) | Anne White      | 2e tour (1/32)  | Jo Durie         | 1er tour (1/32)             | Anne Minter                 |
| 1984  | n/a                        | n/a                        | 2e tour (1/32)           | Kathleen Horvath         | 1er tour (1/64) | Grace Kim       | 2e tour (1/32)  | Anne White       | -                           | -                           |
| 1985  | n/a                        | n/a                        | 1er tour (1/64)          | C. Jolissaint            | 2e tour (1/32)  | Stephanie Rehe  | 1er tour (1/64) | Sandra Cecchini  | 2e tour (1/16)              | C. Lindqvist                |
| 1986  | n/a                        | n/a                        | 1er tour (1/64)          | G. Sabatini              | 1er tour (1/64) | C. Kohde-Kilsch | 1er tour (1/64) | Lisa Bonder      | n/a                         | n/a                         |
| 1987  | 2e tour (1/32)             | Sylvia Hanika              | -                        | -                        | 2e tour (1/32)  | M. Navrátilová  | 1er tour (1/64) | Julie Halard     | n/a                         | n/a                         |
| 1988  | 3e tour (1/16)             | Barbara Potter             | -                        | -                        | 3e tour (1/16)  | Helena Suková   | 1er tour (1/64) | Katerina Maleeva | n/a                         | n/a                         |
| 1989  | 1er tour (1/64)            | Anne Minter                | -                        | -                        | 1er tour (1/64) | Robin White     | 1er tour (1/64) | Steffi Graf      | n/a                         | n/a                         |
| 1990  | 2e tour (1/32)             | C. Tanvier                 | -                        | -                        | 1er tour (1/64) | Elna Reinach    | -               | -                | n/a                         | n/a                         |

À droite du résultat, l’ultime adversaire.

### En double dames
| Année | Open d'Australie (janvier) | Open d'Australie (janvier) | Internationaux de France     | Internationaux de France    | Wimbledon                   | Wimbledon               | US Open                       | US Open                    | Open d'Australie (décembre) | Open d'Australie (décembre) |
| ----- | -------------------------- | -------------------------- | ---------------------------- | --------------------------- | --------------------------- | ----------------------- | ----------------------------- | -------------------------- | --------------------------- | --------------------------- |
| 1983  | n/a                        | n/a                        | 1er tour (1/32) Vicki Nelson | Y. Brzáková Lea Plchová     | -                           | -                       | 1er tour (1/32) J. Harrington | Patty Fendick Hetherington | -                           | -                           |
| 1984  | n/a                        | n/a                        | 1er tour (1/32) L. Drescher  | Kim Sands C. Vanier         | 1er tour (1/32) L. Drescher | Jo Durie Ann Kiyomura   | 1er tour (1/32) Vicki Nelson  | Andrea Leand M. L. Piatek  | -                           | -                           |
| 1985  | n/a                        | n/a                        | 2e tour (1/16) L. Drescher   | Sandy Collins Andrea Leand  | -                           | -                       | 1er tour (1/32) L. Drescher   | C. Bassett Chris Evert     | -                           | -                           |
| 1986  | n/a                        | n/a                        | 1er tour (1/32) L. Drescher  | Heather Crowe Kim Steinmetz | -                           | -                       | -                             | -                          | n/a                         | n/a                         |
| 1987  | 1/2 finale Patricia Hy     | Navrátilová Pam Shriver    | -                            | -                           | 1er tour (1/32) Patricia Hy | Navrátilová Pam Shriver | 1er tour (1/32) Patricia Hy   | Henricksson Van Nostrand   | n/a                         | n/a                         |
| 1988  | 3e tour (1/8) Patricia Hy  | Steffi Graf E. Smylie      | -                            | -                           | -                           | -                       | -                             | -                          | n/a                         | n/a                         |

Sous le résultat, la partenaire ; à droite, l’ultime équipe adverse.

### En double mixte
| Année | Open d'Australie (janvier), | Open d'Australie (janvier), | Internationaux de France      | Internationaux de France | Wimbledon                    | Wimbledon               | US Open | US Open | Open d'Australie (décembre), | Open d'Australie (décembre), |
| ----- | --------------------------- | --------------------------- | ----------------------------- | ------------------------ | ---------------------------- | ----------------------- | ------- | ------- | ---------------------------- | ---------------------------- |
| 1984  | n/a                         | n/a                         | -                             | -                        | 3e tour (1/8) C. Dowdeswell  | E. Sayers S. Stewart    | -       | -       | n/a                          | n/a                          |
| 1985  | n/a                         | n/a                         | 1er tour (1/32) C. Dowdeswell | P. Teeguarden Ivan Kley  | 1er tour (1/32) Colin Dibley | B. Nagelsen Scott Davis | -       | -       | n/a                          | n/a                          |

Sous le résultat, le partenaire ; à droite, l’ultime équipe adverse.

## Parcours aux Jeux olympiques

### En simple dames
| # | Date       | Nom de l'olympiade         | Surface    | Résultat        | Ultime adversaire | Score         |          |
| - | ---------- | -------------------------- | ---------- | --------------- | ----------------- | ------------- | -------- |
| 1 | 06/08/1984 | Olympic Games, Los Angeles | Dur (ext.) | 1er tour (1/16) | Steffi Graf       | 6-3, 7-5      | Parcours |
| 2 | 20/09/1988 | Olympics, Séoul            | Dur (ext.) | 1er tour (1/32) | Kim Il-soon       | 6-3, 3-6, 7-5 | Parcours |

### En double dames
| # | Date       | Nom de l'olympiade | Surface    | Résultat      | Partenaire     | Ultimes adversaires        | Score    |          |
| - | ---------- | ------------------ | ---------- | ------------- | -------------- | -------------------------- | -------- | -------- |
| 1 | 20/09/1988 | Olympics Séoul     | Dur (ext.) | 1/4 de finale | Kumiko Okamoto | Jana Novotná Helena Suková | 6-3, 6-2 | Parcours |

## Parcours en Coupe de la Fédération
| #                                                                      | Date       | Lieu        | Surface                           | Gagnante(s)                      | Perdante(s)                         | Score           |          |
|                                                                        |            |             |                                   |                                  |                                     |                 |          |
| 1982 - 1er tour (groupe mondial) - Japon - Chine - 0 : 3               |            |             |                                   |                                  |                                     |                 |          |
| 1                                                                      | 19/07/1982 | Santa Clara | Dur (ext.)                        | Li Xin-Yi Hu Na                  | Etsuko Inoue Masako Yanagi          | 6-3, 6-2        | Parcours |
|                                                                        |            |             |                                   |                                  |                                     |                 |          |
| 1983 - 1er tour (groupe mondial) - Japon - Danemark - 2 : 1            |            |             |                                   |                                  |                                     |                 |          |
| 2                                                                      | 18/07/1983 | Zurich      | Terre (ext.)                      | Tine Scheuer-Larsen              | Etsuko Inoue                        | 6-2, 6-1        | Parcours |
|                                                                        |            |             |                                   |                                  |                                     |                 |          |
| 1983 - 2e tour (groupe mondial) - Japon - Allemagne de l'Ouest - 0 : 3 |            |             |                                   |                                  |                                     |                 |          |
| 3                                                                      | 18/07/1983 | Zurich      | Terre (ext.)                      | Bettina Bunge                    | Etsuko Inoue                        | 6-1, 6-0        | Parcours |
|                                                                        |            |             |                                   |                                  |                                     |                 |          |
| 1984 - 1er tour (groupe mondial) - Japon - Grèce - 1 : 2               |            |             |                                   |                                  |                                     |                 |          |
| 4                                                                      | 16/07/1984 | São Paulo   | Terre (ext.)                      | A. Kanellopoúlou                 | Etsuko Inoue                        | 6-4, 6-2        | Parcours |
| 4                                                                      | 16/07/1984 | São Paulo   | Terre (ext.)                      | Etsuko Inoue Masako Yanagi       | A. Kanellopoúlou Olga Tsarbopoulou  | 6-1, 6-1        | Parcours |
|                                                                        |            |             |                                   |                                  |                                     |                 |          |
| 1985 - 1er tour (groupe mondial) - Japon - Autriche - 3 : 0            |            |             |                                   |                                  |                                     |                 |          |
| 5                                                                      | 08/10/1985 | Nagoya      | Dur (ext.)                        | Etsuko Inoue                     | Petra Huber                         | 7-5, 6-73, 6-2  | Parcours |
| 5                                                                      | 08/10/1985 | Nagoya      | Dur (ext.)                        | Etsuko Inoue Masako Yanagi       | Petra Huber Barbara Pollet          | 7-5, 6-2        | Parcours |
|                                                                        |            |             |                                   |                                  |                                     |                 |          |
| 1985 - 2e tour (groupe mondial) - Japon - Grande-Bretagne - 1 : 2      |            |             |                                   |                                  |                                     |                 |          |
| 6                                                                      | 08/10/1985 | Nagoya      | Dur (ext.)                        | Annabel Croft                    | Etsuko Inoue                        | 7-67, 6-74, 6-3 | Parcours |
| 6                                                                      | 08/10/1985 | Nagoya      | Dur (ext.)                        | Jo Durie Anne Hobbs              | Etsuko Inoue Masako Yanagi          | 6-72, 6-3, 6-2  | Parcours |
|                                                                        |            |             |                                   |                                  |                                     |                 |          |
| 1986 - 1er tour (groupe mondial) - Japon - Autriche - 1 : 2            |            |             |                                   |                                  |                                     |                 |          |
| 7                                                                      | 22/07/1986 | Prague      | Terre (ext.)                      | Petra Huber                      | Etsuko Inoue                        | 6-3, 6-4        | Parcours |
| 7                                                                      | 22/07/1986 | Prague      | Terre (ext.)                      | Etsuko Inoue Masako Yanagi       | Petra Huber Judith Wiesner          | 6-1, 2-6, 8-6   | Parcours |
|                                                                        |            |             |                                   |                                  |                                     |                 |          |
| 1987 - 1er tour (groupe mondial) - États-Unis - Japon - 3 : 0          |            |             |                                   |                                  |                                     |                 |          |
| 8                                                                      | 28/07/1987 | Vancouver   |                                   | Chris Evert                      | Etsuko Inoue                        | 6-2, 6-4        | Parcours |
| 8                                                                      | 28/07/1987 | Vancouver   | Chris Evert Zina Garrison         | Etsuko Inoue Akiko Kijimuta      | 6-2, 7-5                            |                 | Parcours |
|                                                                        |            |             |                                   |                                  |                                     |                 |          |
| 1988 - 1er tour (groupe mondial) - Japon - France - 0 : 3              |            |             |                                   |                                  |                                     |                 |          |
| 9                                                                      | 05/12/1988 | Melbourne   |                                   | Catherine Tanvier                | Etsuko Inoue                        | 6-3, 6-3        | Parcours |
| 9                                                                      | 05/12/1988 | Melbourne   | Catherine Suire Catherine Tanvier | Etsuko Inoue Akiko Kijimuta      | 6-4, 7-64                           |                 | Parcours |
|                                                                        |            |             |                                   |                                  |                                     |                 |          |
| 1989 - 1er tour (groupe mondial) - Japon - Suède - 3 : 0               |            |             |                                   |                                  |                                     |                 |          |
| 10                                                                     | 03/10/1989 | Tokyo       | Dur (ext.)                        | Kimiko Date Etsuko Inoue         | Catarina Lindqvist Maria Strandlund | 7-5, 6-2        | Parcours |
|                                                                        |            |             |                                   |                                  |                                     |                 |          |
| 1989 - 2e tour (groupe mondial) - Japon - Allemagne de l'Ouest - 0 : 3 |            |             |                                   |                                  |                                     |                 |          |
| 11                                                                     | 03/10/1989 | Tokyo       | Dur (ext.)                        | Steffi Graf Claudia Kohde-Kilsch | Kimiko Date Etsuko Inoue            | 6-4, 5-7, 6-2   | Parcours |

## Classements WTA

### Classements en simple en fin de saison
| Année | 1983 | 1984 | 1985 | 1986 | 1987 | 1988 | 1989 | 1990 |
| Rang  | 80   | 68   | 98   | 80   | 30   | 52   | 68   | 71   |

Source : (en) « Classements de Etsuko Inoue », sur le site officiel du WTA Tour

### Classements en double en fin de saison
| Année | 1986 | 1987 | 1988 | 1989 | 1990 |
| Rang  | 120  | 57   | 204  | 608  | 211  |

Source : (en) « Classements de Etsuko Inoue », sur le site officiel du WTA Tour